# Michael Ansara
Michael Ansara (* 15. April 1922 in Syrien; † 31. Juli 2013 in Calabasas, Kalifornien) war ein US-amerikanischer Schauspieler.

## Leben
Ansara kam im Alter von zwei Jahren mit seiner Familie, die griechisch-orthodox (auch antiochenisch genannt) war, in die Vereinigten Staaten, wo sie zunächst in Massachusetts lebten. Als er 10 Jahre alt war, zog seine Familie nach Los Angeles. Ansara studierte dann am Los Angeles City College und wollte ursprünglich Mediziner werden. Er änderte seine Meinung, nachdem er Schauspielunterricht am Pasadena Playhouse genommen hatte, um seine Schüchternheit zu überwinden. Zunächst spielte er am Theater und trat 1944 erstmals in einem Spielfilm, dem Thriller Action in Arabia, auf.
Seine erste wichtige Rolle hatte er in der Fernsehserie Broken Arrow (1956), in der er den Indianerhäuptling Cochise spielte. Dabei kam ihm sein Aussehen zugute, seine Gesichtszüge wirkten indianisch. Obwohl ihm die Rolle zum Durchbruch verhalf, sah Ansara sie aufgrund der darstellerischen Einschränkungen später kritisch:

„Cochise konnte eines von zwei Dingen tun: mit verschränkten Armen stehen und edel schauen oder mit den Armen an den Seiten stehen und edel schauen.“

Noch populärer war er später in der Rolle des indianischen Marshals Sam Buckhart in der Serie Law of the Plainsman (1959) mit Gina Gillespie. Filmrollen übernahm Ansara unter anderem in den religiösen Filmen Die zehn Gebote (1956), Die größte Geschichte aller Zeiten (1965) und Mohammed – Der Gesandte Gottes (1976) sowie in zahlreichen anderen Fernsehserien und Hollywood-Produktionen.
In jeweils einer Folge der Fernsehserien Raumschiff Enterprise (1968), Star Trek: Deep Space Nine (1994) und Star Trek: Raumschiff Voyager (1996) wirkte Ansara als Klingone Kang mit. In Deep Space 9 spielte er außerdem in einer Folge den Tavnianer Jeyal. In Babylon 5 trat er als Technomagier Elric auf. Umfangreiche Tätigkeiten als Synchronsprecher rundeten seine Filmografie ab. 2001 beendete er seine Karriere, in deren Verlauf er in fast 190 Film- und Fernsehproduktionen mitgewirkt hatte.
1960 wurde Ansara mit einem Stern auf dem Walk of Fame geehrt. 1979 war er für seine Nebenrolle in Lasersturm für den Saturn Award in der Kategorie Bester Nebendarsteller nominiert.
Er war drei Mal verheiratet, zunächst von 1949 bis 1956 mit Jean Byron., danach von 1958 bis 1974 mit Barbara Eden (Bezaubernde Jeannie). Ihr gemeinsamer Sohn Matthew, der sporadisch als Schauspieler wirkte, starb 2001 an einer Überdosis Heroin. Von 1977 bis zu seinem Tod war Ansara mit der Schauspielerin Beverly Kushida verheiratet.
Ansara starb am 31. Juli 2013 nach langer Krankheit in seinem Haus im kalifornischen Calabasas an Alzheimer.

## Filmografie (Auswahl)
- 1947: Die Bestie von Shanghai (Intrigue)
- 1949: Aufruhr in Marokko (Outpost in Morocco)
- 1950: Kim – Geheimdienst in Indien (Rudyard Kipling’s Kim)
- 1950: Der Wüstenfalke (The Desert Hawk)
- 1950: Südsee-Vagabunden (South Sea Sinner)
- 1951: Bis zum letzten Atemzug (Only The Valiant)
- 1951: Drei auf Abenteuer (Soldiers Three)
- 1951: Spione, Liebe und die Feuerwehr (My Favorite Spy)
- 1951: Piraten von Macao (Smuggler‘s Island)
- 1952: Der Weg nach Bali (Road to Bali)
- 1952: Lady Rotkopf (The Golden Hawk)
- 1952: Unter falscher Flagge (Yankee Buccaneer)
- 1953: Das Gewand (The Robe)
- 1953: Julius Caesar
- 1953: Weiße Frau am Kongo (White Witch Doctor)
- 1954: Der Empörer (The Saracen Blade)
- 1954: Attila, der Hunnenkönig (Sign of the Pagan)
- 1955: Abbott und Costello als Mumienräuber (Abbott and Costello Meet the Mummy)
- 1956: Der weiße Reiter (The Lone Ranger)
- 1956: Die zehn Gebote (The Ten Commandments)
- 1956: Diane – Kurtisane von Frankreich (Diane)
- 1957: Der Regimentstrottel (The Sad Sack)
- 1959–1960: Law of the Plainsman (Fernsehserie, 30 Folgen)
- 1960: The Westerner (Fernsehserie, 1 Folge)
- 1961: Unternehmen Feuergürtel (Voyage to the Bottom of the Sea)
- 1961: Die Comancheros (The Comancheros)
- 1964: Heirate mich, Gauner! (The Confession)
- 1965: Die größte Geschichte aller Zeiten (The Greatest Story Ever Told)
- 1966: Die Seaview – In geheimer Mission "(Voyage To The Bottom Of The Sea, Fernsehserie, Episode 2x15)"
- 1966–1969: Bezaubernde Jeannie (I Dream of Jeannie, Fernsehserie, 3 Episoden)
- 1967: Auf der Flucht (The Fugitive, Fernsehserie, Episode 4x24)
- 1968: Die Rache der glorreichen Sieben (Guns of the Magnificent Seven)
- 1974: Die Wiege des Bösen (It’s Alive)
- 1974, 1975: Polizeiarzt Simon Lark (Police Surgeon, 2 Episoden)
- 1976: Mohammed – Der Gesandte Gottes (Mohammad, Messenger of God)
- 1976: Detektiv Rockford – Anruf genügt (The Rockford Files, Fernsehserie, Episode 2x17)
- 1977: Panik in der Sierra Nova (Day of the Animals)
- 1978: Lasersturm (The Manitou)
- 1986: Der Mordanschlag (Assassination)
- 1993–1996: Star Trek: Deep Space Nine (Fernsehserie, 2 Episoden)
- 1996: Star Trek: Raumschiff Voyager (Star Trek: Voyager, Fernsehserie, 1 Episode)
- 1998: Batman & Mr. Freeze – Eiszeit (Batman & Mr. Freeze: Subzero) (Synchronsprecher)
- 1999: The Long Road Home